# Oameni anxioși
Oameni anxioși   (în suedeză Folk med ångest) este un roman de Fredrik Backman. Romanul a fost publicat în 2019 de editura Månpocke. În limba engleză a fost tradus în 2021. În limba română a fost tradus de Andreea Caleman și a apărut în mai 2020 la Editura Art în colecția Musai.

## Prezentare
În urmă cu zece ani, un bărbat și-a pierdut toate economiile din cauza unui accident financiar. A vizitat un bancher financiar pe nume Zara și i-a cerut sfaturi, dar ea a spus categoric că a fost vina lui pentru că i-a dat băncii banii. Bărbatul i-a scris o scrisoare înainte de se sinucide sărind de pe pod.
În zilele noastre, o femeie încearcă să jefuiască o bancă pentru a obține suficienți bani pentru a plăti chiria, astfel încât fostul ei soț să nu-i ia copiii. Din păcate, este o bancă fără numerar, așa că ea intră în panică și fuge într-un bloc de apartamente din apropiere pentru a evita să fie prinsă de poliție. Ea intră într-un apartament, iar oamenii dinăuntru îi văd pistolul și presupun că este un jaf. Acceptă ezitant să îi ia pe oameni ostatici în timp ce încerca să mențină ordinea. 

## Adaptări
A fost adaptat de Netflix ca un serial TV omonim, care a avut premiera la 29 decembrie 2021.